# Réduction (cuisine)

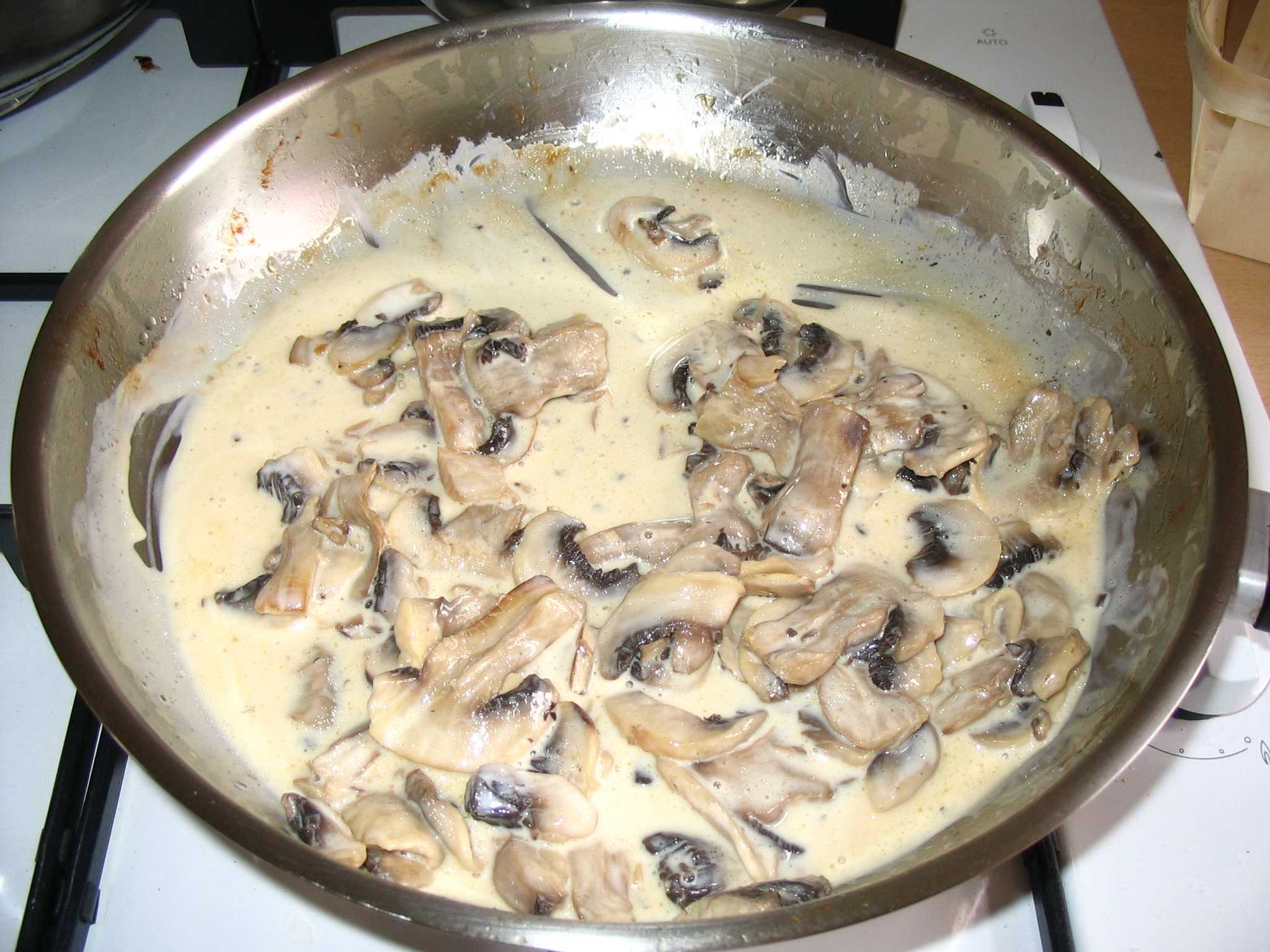
Réduction d'une sauce aux champignons.

Une réduction est un procédé culinaire qui consiste à retirer de l'eau par évaporation d'un bouillon, d'une sauce, d'une purée de fruit , etc., en les faisant bouillir lentement. Lors de cette opération, les saveurs, les couleurs et les nutriments sont transférés à la phase aqueuse par osmose ; de nouvelles molécules aromatiques sont également créées par le processus de cuisson. La réduction d'un bouillon obtenu avec une base animale (viande ou poisson) permet d'obtenir un fond, plus concentré en arômes et saveurs.